# بئرجابر (تبن)

تعديل مصدري - تعديل

بئرجابر هي إحدى قرى عزلة الحوطة بمديرية تبن التابعة لمحافظة لحج، بلغ تعداد سكانها 338 نسمة حسب تعداد اليمن لعام 2004.